# كيفن جاكموت
كيفن جاكموت (بالفرنسية: Kévin Jacmot)‏ (22 مارس 1984 في ليون) لاعب كرة قدم فرنسي يلعب حاليا لصالح نادي الدرجة الأولى للهواة سانت بريست الفرنسي في خط الوسط .

## المسيرة الرياضية
بدأ جاكموت مسيرته الرياضية في نادي ليون سنة 2002 ولم يستطع فرض نفسه في التشكيلة الأساسية وبالتالي تمت إعارته إلى نادي باستيا طوال موسم 2003-2004 . في سنة 2005 انتقل إلى نادي ليون دوتشير ثم في السنة التالية انتقل إلى نادي سانت بريست .
كان جاكموت ضمن تشكيلة منتخب فرنسا الذي شارك في بطولة كأس العالم لكرة القدم للناشئين تحت 17 سنة التي أقيمت في ترينيداد وتوباغو سنة 2001 وتوج فيها بطلا .

## روابط خارجية
- كيفن جاكموت على موقع رابطة كرة القدم الفرنسية للمحترفين (الإنجليزية)
- كيفن جاكموت على موقع قاعدة بيانات كرة القدم.إي يو (الإنجليزية)
- كيفن جاكموت على موقع ليكيب (الفرنسية)
- كيفن جاكموت على موقع عالم كرة القدم.نت (الإنجليزية)